# Белобровский, Валерий Григорьевич
Валерий Григорьевич Белобровский (род. 27 февраля 1952, Киров, Калужская область) — российский государственный деятель; Городской Голова Калуги (1997—2001).

## Биография
Закончил Брянский институт транспортного машиностроения. В 1973—1989 работал на Калужском турбинном заводе. В 1989—1997 — заместитель председателя исполкома Калужского горсовета, первый заместитель главы города Калуги.
После отставки Анатолия Минакова с 20 сентября 1996 по 4 января 1997 года исполнял полномочия Городского Головы Калуги. Жителями Калуги на выборах избран Городским Головой, вступил в должность 5 января 1997. Одновременно в 1996 — 1998 годах возглавлял Городскую думу Калуги, пост председателя которой оставил после внесения изменений в Устав. 2 февраля 2001 года досрочно сложил свои полномочия в качестве Городского Головы.
С февраля 2001 по 2004 год занимал должность заместителя губернатора Калужской области. Впоследствии работал заместителем министра — начальником управления газификации и газоснабжения Министерства строительства и жилищно-коммунального хозяйства региона.

## Награды
- В 2011 году награждён Знаком Городской Думы городского округа «Город Калуга» «за существенный вклад в формирование социально-экономического развития города Калуги, активное участие в жизни и деятельности города»[6].
- В 2012 году награждён Почётной грамотой Законодательного собрания Калужской области «за многолетний добросовестный труд в органах местного самоуправления города Калуги, существенный вклад в развитие экономики области»[7].
- В 2017 году награждён медалью «За особые заслуги перед Калужской областью» II степени «за особые заслуги и высокие личные достижения, способствующие социально-экономическому развитию Калужской области»[5].

## Семья
Сын Валентин — с марта 2012 по март 2013 возглавлял Управление ЖКХ города Калуги.